# Angelo De Vincenti
Angelo De Vincenti (Ligurno, 10 marzo 1848 – Pavia, 5 marzo 1913) è stato un medico italiano.

## Biografia
Angelo De Vincenti nasce a Ligurno da Gabriele, ricevitore di finanza, ed Eugenia Biffi. Nel 1866 si arruola tra i volontari di Garibaldi e partecipa alle operazioni della Valcamonica nella terza guerra d’indipendenza con il reggimento del colonnello Giovanni Cadolini.
Si laurea in medicina a Pavia nel 1871 e subito dopo inizia a lavorare a fianco dello zio Serafino Biffi nel manicomio privato di San Celso. Nel 1872 si sposta all'ospedale Maggiore di Milano e opera nelle divisioni di alienazione mentale fino al 1877. Nel frattempo, De Vincenti segue dei corsi di approfondimento in Germania e dopo il 1877 opera in cliniche di varie città europee, tra cui Parigi, dove conosce tra gli altri Jean Martin Charcot. Dopo questa esperienza, ritorna al manicomio di San Celso, dove si specializza in tecniche manicomiali, psicopatologia e neuropatologia.
Partecipa agli esperimenti condotti da Biffi per provare la veridicità delle conclusioni cui Cesare Lombroso era giunto intorno alla pellagra ed alle sue possibili cause. Prende inoltre parte alla fondazione della Società Freniatrica Italiana, della quale è segretario e poi vicepresidente. Nel 1882, De Vincenti fonda la Poliambulanza di Milano, ovvero un ospedale sul modello del policlinico di Vienna.
In ambito ostetrico, è tra gli amministratori dell'Opera Pia Guardia Ostetrica di Milano e nel 1909 contribuisce alla fondazione dell’Asilo Regina Elena. Inoltre, si interessa alla riqualificazione delle terme di Salice e contribuisce alla fondazione di un liceo pubblico a Varese, dove si ritirava.
Muore a Pavia il 5 marzo 1913, all’età di 65 anni, dopo aver subito un intervento nella clinica chirurgica di Igino Tansini.
La città di Milano ha intitolato una strada in suo ricordo.